# Свети Атанасий (Панагия Гревенско)
Вижте пояснителната страница за други значения на Свети Атанасий.
„Свети Атанасий“ (на гръцки: Αγίου Αθανασίου) е средновековна православна църква край гревенското село Панагия (Турник), Егейска Македония, Гърция.
Храмът е разположен североизточно от селото. Построен е в 1532 година и е единствената отстанала сграда от старото село Палеотурко (Палеотурник). Смятана е за една от най-важните църкви от XVI век в Западна Македония. В архитектурно отношение представлява малка еднокорабна църква с дървен покрив (5.90 х 4.52 m), построена от необработени камъни с различни размери, свързани с хоросан. Храмът има двускатен покрив с керемиди. Единственият вход е от запад.
Във вътрешността стените на храма са покрити със стенописи, които според малък надпис над западната врата са от 1632 година.